# Lidmaň
Lidmaň är en ort i Tjeckien.   Den ligger i regionen Vysočina, i den centrala delen av landet, 90 km sydost om huvudstaden Prag. Lidmaň ligger 626 meter över havet och antalet invånare är 278.
Terrängen runt Lidmaň är platt, och sluttar norrut. Runt Lidmaň är det glesbefolkat, med 17 invånare per kvadratkilometer. Närmaste större samhälle är Pelhřimov, 14,6 km öster om Lidmaň. Omgivningarna runt Lidmaň är en mosaik av jordbruksmark och naturlig växtlighet.